# جایزه بزرگ ایتالیا
جایزه بزرگ ایتالیا (به انگلیسی: ‎Italian Grand Prix‎) (ایتالیایی: Gran Premio d'Italia) یک گراند پری از سری مسابقات قهرمانی جهان فرمول یک است که از سال ۱۹۲۱ تاکنون در پیست ناتزیوناله مونتزا واقع در مونتزا، ایتالیا برگزار می‌شود. پرافتخارترین راننده در این گراند پری میشائیل شوماخر بوده‌است که در مجموع ۵ بار پیروز این مسابقه شده‌است. همچنین در میان سازندگان نیز فراری با ۲۰ بار پیروزی در این گراند پری، تاکنون پرافتخارترین سازنده در ایتالیا بوده‌است.